# ロルフ・ホーホフート

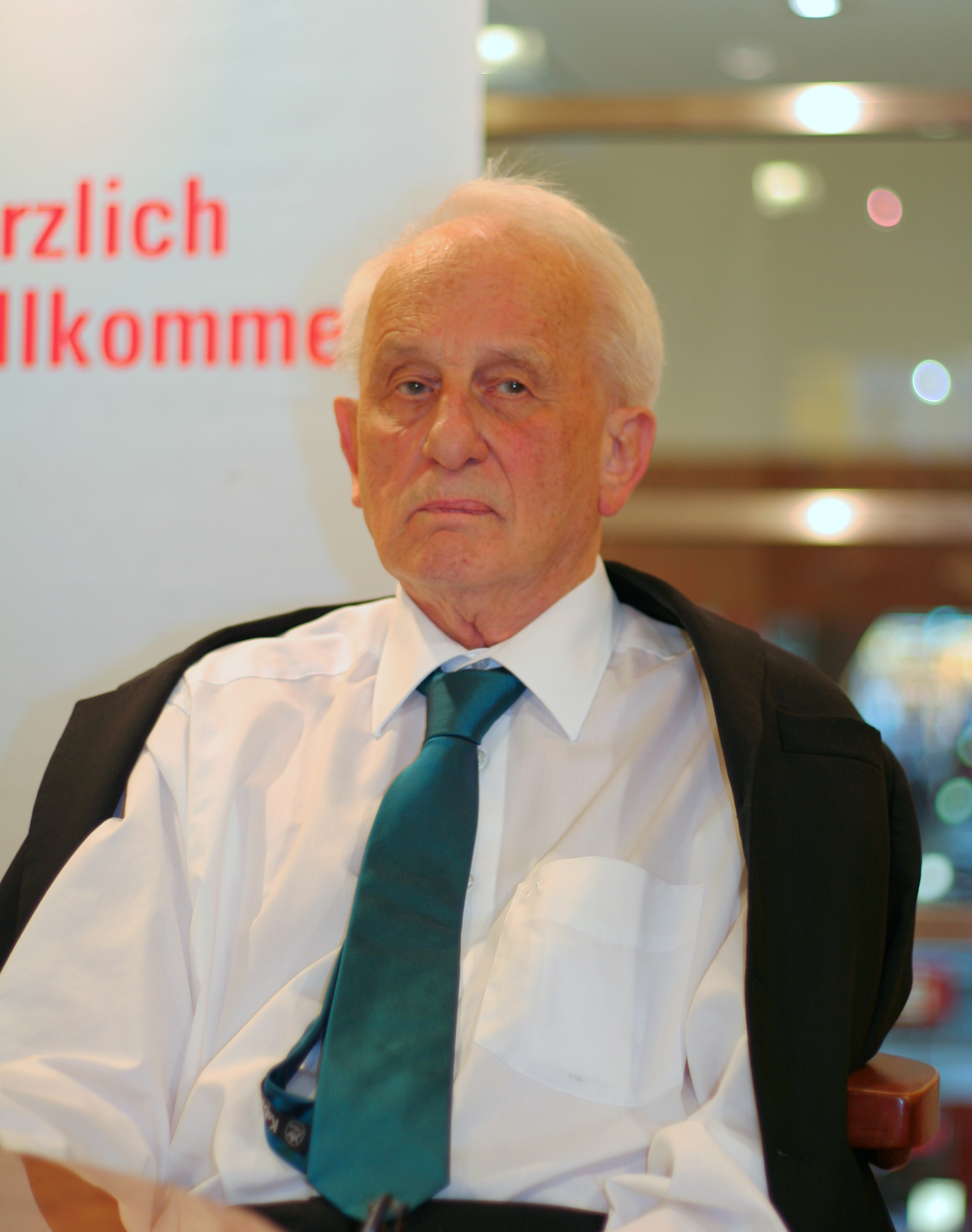
ロルフ・ホーホフート（2009年）

ロルフ・ホーホフート（Rolf Hochhuth、1931年4月1日 -2020年5月13日）は、ドイツの劇作家。

## 生涯
中部ヘッセン州エシュヴェーゲ生まれ。1963年ナチスのユダヤ人虐殺を黙視した当時のローマ教皇ピウス12世の戦争責任を告発した戯曲「神の代理人」でデビュー。大きな話題を呼び、日本では竹山道雄がローマ教皇批判を行い論争になったが、それはあくまでも戯曲であり、今日の西洋学界ではその歴史的価値が強く問われており、批判されている。
その後、政治演劇「兵士たち」（1967年)、「ゲリラ」(1970年)、「助産婦」(1972年)、「女の平和とNATO」(1974年)などを発表。「ドイツの恋」(1978年)の資料探索中に現職州首相のナチス時代の戦争犯罪を発見し、辞職させ、「法律家たち」(1979年)でこれを劇化した。「ドイツの恋」は83年にアンジェイ・ワイダ監督、ハンナ・シグラ主演で映画化された。
2020年5月13日にベルリンにある自宅で死去した。享年89。

## 日本語訳
- 『神の代理人』森川俊夫訳. 白水社, 1964
- 『兵士たち ジュネーヴ鎮魂歌』森川俊夫 訳. 白水社, 1967
- 『ゲリラ 五幕悲劇』森川俊夫, 越部暹 訳. 白水社, 1971
- Blet, Pierre (1999). Pius XII and the Second World War : According to the Archives of the Vatican. New York : Paulist Press. ISBN 0-8091-0503-9
- Ritner, Carol and Roth, John K. (eds.) (2002). Pope Pius XII and the Holocaust. New York: Leicester University Press. ISBN 0-7185-0275-2
- Sánchez, José M. (2002). Pius XII and the Holocaust: Understanding the Controversy. Washington D.C.: Catholic University of America Press. ISBN 0-8132-1081-X.